# Илдус Закиров
Илдус Мухаметгали син Закиров (на татарски: Закиров Илдус Мөхәммәтгали улы) е учен, доктор на техническите науки, академик, заслужил деец на науката и технологиите на Татарстан. Брат на Ревал Закиров.

## Биография
Илдус Закиров е роден на 15 юни 1938 г. в село Балтач. През 1945 г. постъпва в Нурлатската гимназия и учи там седем класа. През 1955 г. завършва гимназията в Пучи в окръг Актаниш със златен медал. През същата година той постъпва във факултета по авиационни двигатели на Казанския авиационен институт на името на Андрей Туполев. От този ден до днес кариерата му е свързана с този институт. След завършване на института през 1961 г. преминава през длъжностите асистент, старши учител, доцент, професор, ръководител на катедра, заместник-ректор по научната дейност. В момента той е ръководител на катедрата по технология на самолетостроенето на института.
аз През 1995 г. Закиров е назначен за директор на Държавния институт по индустрия, бизнес и приватизация, избран е за член на борда на Държавния комитет за управление на държавната собственост на Република Татарстан.
И. М. Закиров е изключителен учен в областта на моделирането и проектирането на процеса и методите за пластично формоване на стенни конструкции в авиационната техника и други отрасли на машиностроенето, повече от 200 научни труда, 11 научни книги и учебници, 52 в СССР и Русия, десетки международни свидетелства за авторски права и автор на патенти. Неговите услуги включват Германия, Великобритания, Япония, Франция, Швейцария и др., публикувани и в много други страни. Изобретените от него устройства и методи за производство на сладко се използват в Казан, Москва, Сембер, Ташкент, Самара, Киев, Воронеж, Харков, Алма-Ата, Брянск и др. прилагани в големите предприятия на градовете.
За големи научни заслуги И. През 1994 г. Закиров е удостоен с престижното звание заслужил деец на науката и технологиите на Република Татарстан. През 1992 г. е избран за академик на Академията на науките на Татарстан, а през 1994 г. за академик на Академията по проблемите на качеството на Руската федерация. Предложенията за изобретения и иновации са оценени със сребърни медали на Всесъюзната изложба за постижения на народното стопанство през 1985 г. и златни медали през 1988 и 1989 г. През 1986 г. получава наградата на Държавния комитет на висшите учебни заведения на СССР за най-добра изследователска работа. През 1989 г. е удостоен с наградата на Министерския съвет на СССР за извършване на комплексна научна, конструкторска и технологична работа в най-важните области и сектори на националната икономика и прилагане на резултатите от тези изследвания.
Ученият още извършва обширна научна работа. Под негово ръководство е предложен и внедрен в сътрудничество с международния концерн Еърбъс нов, технически по-здрав и много по-лек материал за покритие (stock coating) за самолети. Последните два показателя на този материал за покритие (якост и лекота) са особено важни. Тя дава възможност да се намали теглото на самолета с 30 – 35 % и същевременно да се увеличи неговата издръжливост и да се удължи експлоатационният му живот. Това е революционно постижение за авиационната индустрия. Казански учени, ръководени от Закиров, въвеждат тази иновация в индустрията, разработват технологията за нейното производство и получават осем нови патента. Илдус Закиров провежда научно-изследователска работа с учени от Нанкинския университет по аеронавтика и астронавтика на Китайската народна република и Словашкия технически университет в Братислава.

## Награди
- Почетен деец на науката и технологиите на Република Татарстан и Руската федерация;
- Лауреат на наградата на Министерския съвет на СССР (1989);
- Заслужил работник на висшето професионално образование на СССР (1987);
- Лауреат на конкурса за най-добра научна работа на висшето образование на СССР (1986);
- „Изобретател на СССР“;
- Медали „30-годишнина от полета на Гагарин“, „Ветеран на службата“, „1000-годишнина на Казан“, „100-годишнината на професионалистите“, 2 златни и 1 сребърен медал на ВДНХ на СССР, сребърен медал „Еврика“ (Брюксел, Белгия).